# Темнодонтозавр
Темнодонтозавр (лат. Temnodontosaurus, від грец. τέμνω — ріжу, рубаю +  όδυς (род. п. —  οδόντος) — зуб +  σαῦρος — ящір) — гігантський іхтіозавр ранньоюрської епохи. Відомий також як лептоптеригіус (лат. Leptopterygius).
Рід виділений Річардом Лідеккером в 1889 році. Типовий вид був описаний Конібіром ще в 1822 році на підставі перших знахідок іхтіозаврів з Лайм-Реджіс як Ichthyosaurus platyodon. Череп типового виду часто зображують у старих книгах по геології і палеонтології. Рід відомий від рета (пізнього тріасу) до тоарської епохи ранньої юри. Череп звичайно з довгою мордою, зуби численні, потужні. Тіло довге, ласти вузькі («лонгіпіннатна» форма), з 3-4 пальцями, майже рівні за довжиною; непарні плавці невисокі. Плавав, звиваючись усім тілом, тобто зберігав примітивний тип локомоції. Найбільш відомі такі види:
- Temnodontosaurus platyodon (Conybeare, 1822) — з раннього лейасу Лайм-Реджіс. Походить з сінемюрських відкладень. Типовий вид. Морда довга, зуби дуже численні. Очі величезні — до 25 см в діаметрі. Довжина тварини досягала 9 метрів (найбільший післятріасовий іхтіозавр). Харчувався переважно головоногими (кальмарами і белемнітами). Досить часто зображується в популярній літературі.

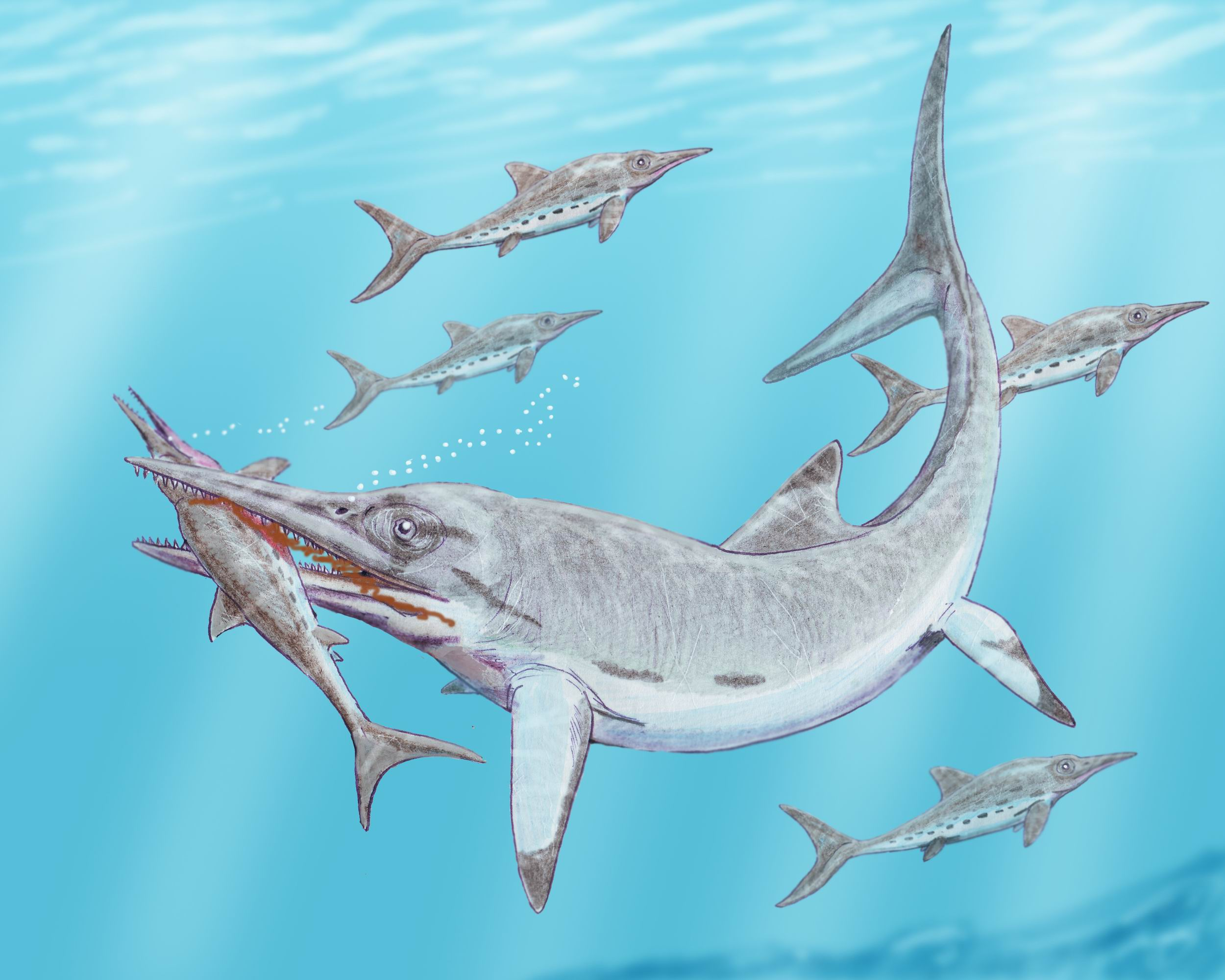
Temnodontosaurus burgundiae атакує Stenopterygius hauffianus

- Temnodontosaurus burgundiae (Gaudry, 1892) — з лейасу Епсилон (тоарська епоха) Вюртемберга в Німеччині. Довжина до 7 метрів і більше. Можливий синонім — Leptopterygius acutirostris, в старій літературі згадуються черепа даного виду до 2 метрів завдовжки, належали ще більшим особинам. Голова відносно велика, зуби потужні. Харчувався, ймовірно, в основному рибою і головоногими, але міг нападати і на дрібніших іхтіозаврів. Ймовірно, нащадок попереднього виду.
- Temnodontosaurus eurycephalus (McGowan, 1974) — відомий по єдиному черепу з синемюра Лайм-Реджіс. Череп масивний, з короткою мордою, зуби дуже великі, з глибоким корінням. Довжина черепа 95 см. Імовірно, активний мисливець за здобиччю, схожий з сучасною косаткою.
- Temnodontosaurus longirostris (Mantell, 1851; McGowan, 1974) — дрібний вид, довжиною близько 4 метрів. Дуже довга морда, численні зуби. Синоніми — Ichthyosaurus longirostris, Ichthyosaurus latifrons. Описано також з синемюра Лайм-Реджіс. На відміну від інших видів, харчувався дрібної здобиччю.

Темнодонтозавр цікавий як представник примітивних іхтіозаврів, на короткий час на початку юри зайняв нішу великого морського хижака. Вимирання, ймовірно, було пов'язано з появою великих пліозаврів.

## Посилання

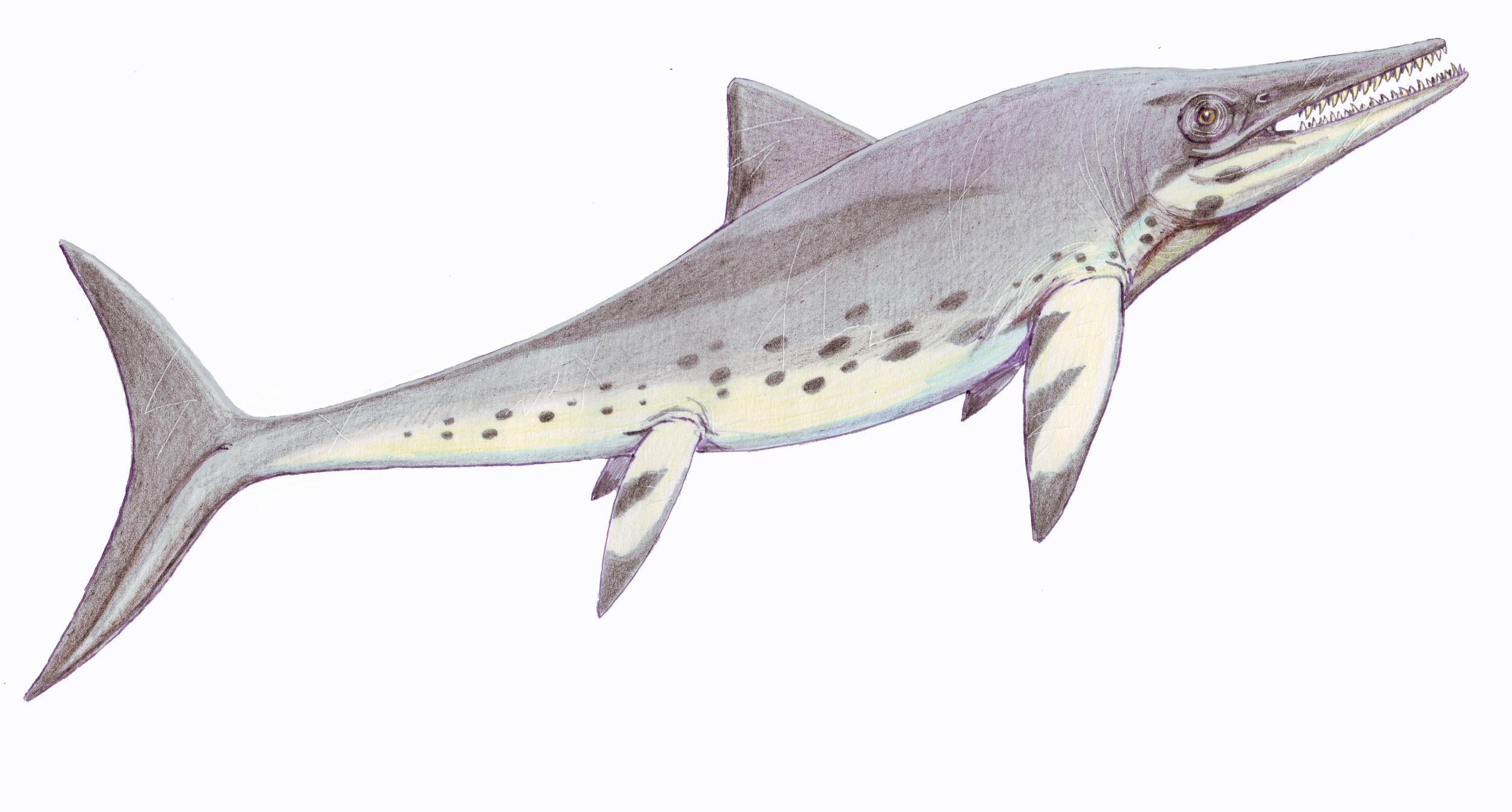
Temnodontosaurus eurycephalus